# Quema de Washington
La quema de Washington fue una invasión británica de la ciudad de Washington (ahora Washington D. C.), la capital de los Estados Unidos, durante la campaña de Chesapeake de la guerra de 1812.
El 24 de agosto de 1814, después de derrotar a los estadounidenses en la batalla de Bladensburg, una fuerza británica dirigida por el mayor general Robert Ross prendió fuego a varios edificios gubernamentales y militares, incluida la Casa Blanca (entonces llamada Mansión Presidencial), el edificio del Capitolio, así como otras instalaciones del gobierno de los Estados Unidos. El ataque fue en parte una represalia por la reciente destrucción estadounidense de Port Dover en el Alto Canadá. La quema de Washington marca la única vez desde la Guerra Revolucionaria Americana que una potencia extranjera ha capturado y ocupado la capital de los Estados Unidos.
El presidente James Madison, los oficiales militares y su gobierno huyeron de la ciudad a raíz de la victoria británica en Bladensburg. Finalmente encontraron refugio para pasar la noche en Brookeville, una pequeña ciudad en el condado de Montgomery, Maryland, que hoy se conoce como la "Capital de los Estados Unidos por un día". El presidente Madison pasó la noche en la casa de Caleb Bentley, un cuáquero que vivía y trabajaba en Brookeville. La casa de Bentley, conocida hoy como Madison House, todavía existe. Menos de un día después de que comenzara el ataque, una tormenta eléctrica repentina y muy fuerte, posiblemente un huracán, apagó los incendios. También provocó un tornado que pasó por el centro de la capital, se posó en Constitution Avenue y levantó dos cañones antes de dejarlos caer a varios metros de distancia. Después de la tormenta, los británicos regresaron a sus barcos, muchos de los cuales requirieron reparaciones debido a la tormenta. La ocupación de Washington duró aproximadamente 26 horas y los planes británicos siguen siendo objeto de debate. El 29 de agosto tomaron Alexandria, donde permanecieron hasta el 2 de septiembre.
A lo largo de la historia de los Estados Unidos, el Reino Unido ha sido el único país que ha quemado la Casa Blanca en Washington D. C., y esta fue la única vez desde la guerra de Independencia de los Estados Unidos que una potencia extranjera capturó y ocupó la capital de Estados Unidos. También fue la única vez que el edificio del Capitolio fue ocupado, hasta los sucesos ocurridos en 2021.

## Razones para el ataque
Después de la derrota y el exilio de Napoleón Bonaparte en abril de 1814, Gran Bretaña fue capaz de utilizar sus tropas y barcos disponibles para proseguir la guerra con Estados Unidos. Henry Bathurst, secretario de Estado para la Guerra y las Colonias, envió tropas a las Bermudas, donde un bloqueo de la costa de América y hasta la ocupación de algunas islas costeras había sido supervisada de toda la guerra. Se decidió utilizar estas fuerzas para evitar nuevas campañas de Estados Unidos contra Canadá. A principios de 1814, el vicealmirante Sir Alexander Cochrane había sido nombrado comandante en jefe de la estación de América del Norte e Indias Occidentales de la Marina Real de Gran Bretaña. Planeaba llevar la guerra a los Estados Unidos mediante ataques en Virginia y en contra de Nueva Orleans.
El contralmirante George Cockburn había mandado un escuadrón a la bahía de Chesapeake desde el año anterior. El 25 de junio le escribió a Alexander Cochrane, subrayando que las defensas eran débiles, y que para él varias ciudades importantes eran vulnerables a los ataques. Cochrane sugirió atacar Baltimore, Washington y Filadelfia. El 17 de julio, Cockburn recomienda atacar Washington como su objetivo, debido a la relativa facilidad de atacar la capital del país y «el mayor efecto político que podría resultar».
Un motivo añadido fue una represalia, por lo que Gran Bretaña vio como la «destrucción sin sentido de la propiedad privada a lo largo de la costa norte del lago Erie» de las fuerzas estadounidenses bajo el coronel John Campbell en mayo de 1814, siendo el más notable el ataque a Port Dover. El 2 de junio de 1814, Sir George Prévost, Gobernador General de las Canadás le escribió a Cochrane en la casa del Almirantazgo de Bailey Bay en Bermudas, pidiendo una represalia en contra de la destrucción estadounidense de propiedad privada, en violación de las leyes de la guerra. Prévost argumentó que:

«... Como consecuencia de reciente conducta vergonzosa de las tropas estadounidenses en la destrucción sin sentido de la propiedad privada en la costa norte del lago Erie, en orden de que si la guerra con los Estados Unidos continuara, en caso de que juzgue conveniente, asistiría en infligir esa medida de represalia que deberiá disuadir al enemigo (Estados Unidos) de una repetición de atrocidades similares».

El 18 de julio, Cochrane le ordenó Cockburn «disuadir al enemigo de una repetición de los atentados similares... Por la presente eres requerido a dirigir, destruir y desolar tantas ciudades como distritos que encuentres atacables». Cochrane instruyó: «Vas a perdonar únicamente las vidas de los habitantes desarmados de los Estados Unidos».

## Eventos

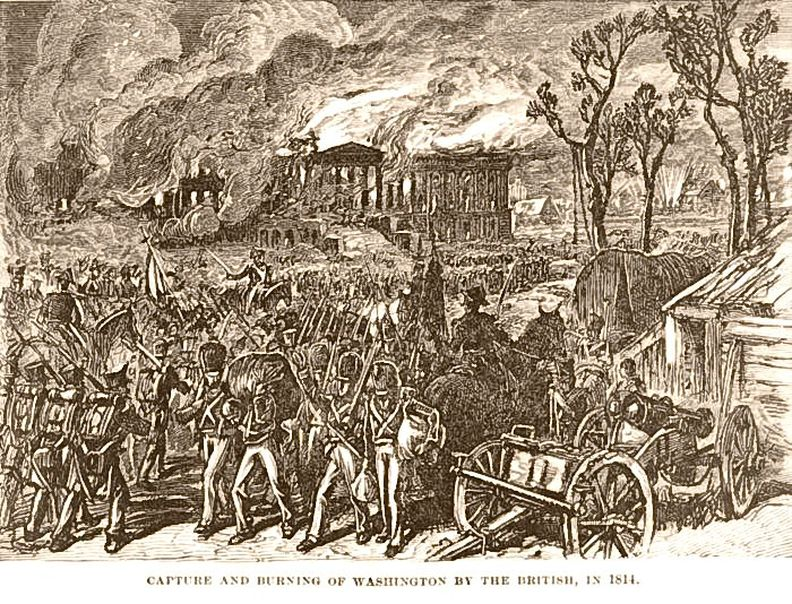
Quema de Washington en agosto de 1814

El presidente James Madison, miembros de su gobierno y los militares huyeron de la ciudad tras la victoria británica en la batalla de Bladensburg. Finalmente encontraron refugio para pasar la noche en Brookeville, una pequeña ciudad en el condado de Montgomery, Maryland, que hoy se conoce como la "Capital de los Estados Unidos por un día".
El presidente Madison pasó la noche en la casa de Caleb Bentley, un cuáquero que vivía y trabajaba como platero en Brookeville. La casa de Bentley, conocida hoy como Madison House, todavía se encuentra en Brookeville. Los zapadores y mineros del Cuerpo de Ingenieros Reales al mando del Capitán Blanshard se emplearon en la quema de los edificios principales. Blanshard informó que parecía que el presidente estadounidense estaba tan seguro de que la fuerza atacante se convertiría en prisionera que se había preparado un hermoso entretenimiento. Blanshard y sus zapadores disfrutaron del festín.

## Capitolio de EE. UU

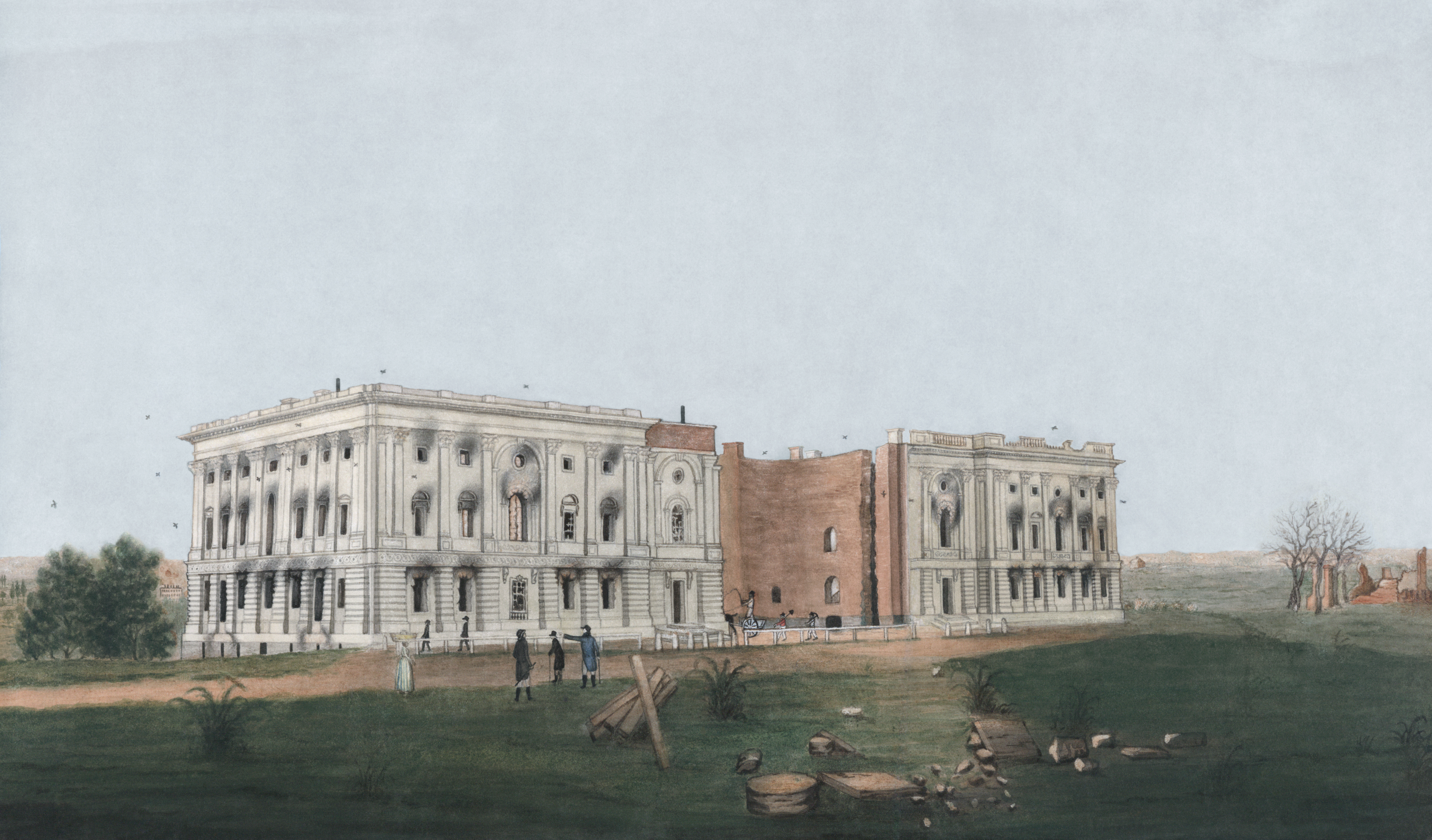
El Capitolio de los Estados Unidos después del incendio de Washington D. C. en la Guerra de 1812. Representación en acuarela y tinta de 1814, restaurada.

El Capitolio era, según algunos viajeros contemporáneos, el único edificio en Washington "digno de ser visto". Por lo tanto, fue un objetivo principal para los invasores británicos, tanto por su valor estético como simbólico. Al llegar a la ciudad a través de la avenida Maryland, los británicos apuntaron al Capitolio (primero el ala sur, que contiene la Cámara de Representantes, luego el ala norte, que contiene el Senado). Antes de prenderle fuego, los británicos saquearon el edificio (que en ese momento albergaba el Congreso, la Biblioteca del Congreso y la Corte Suprema). Los artículos saqueados por el almirante Cockburn incluían un libro de contabilidad titulado "Una cuenta de los ingresos y gastos de los Estados Unidos para el año 1810"; el almirante escribió en la hoja interior que fue "tomada en la habitación del presidente en el Capitolio, en la destrucción de ese edificio por los británicos, en la captura de Washington, el 24 de agosto de 1814". Más tarde se lo dio a su hermano mayor, Sir James Cockburn, noveno baronet, gobernador de las Bermudas. El libro finalmente fue devuelto a la Biblioteca del Congreso en 1940. 
Los británicos tenían la intención de quemar el edificio hasta los cimientos. Primero prendieron fuego al ala sur. Las llamas crecieron tan rápidamente que a los británicos se les impidió recolectar suficiente madera para quemar por completo las paredes de piedra. Sin embargo, el contenido de la Biblioteca del Congreso en el ala norte contribuyó a las llamas de ese lado. Entre los elementos destruidos se encontraba la colección de 3000 volúmenes de la Biblioteca del Congreso y las intrincadas decoraciones de las columnas, frontones y esculturas neoclásicas. Más tarde, el expresidente Thomas Jefferson donó su colección personal de libros para iniciar una nueva Biblioteca del Congreso, diseñada originalmente por William Thornton en 1793 y Benjamin Latrobe en 1803. Los techos y pisos de madera se quemaron y los tragaluces de vidrio se derritieron debido al intenso calor. 
Sin embargo, el edificio no fue una pérdida completa; sobrevivieron la rotonda de la Casa, el vestíbulo este, las escaleras y las famosas Columnas Corn-Cob de Latrobe en el vestíbulo de entrada al Senado. El Superintendente de Edificios Públicos de la Ciudad de Washington, Thomas Munroe, concluyó que la pérdida para el Capitolio ascendió a $ 787,163.28, con $ 457,388.36 para el ala norte y el edificio principal y $ 329,774.92 para el ala sur.

## Casa Blanca

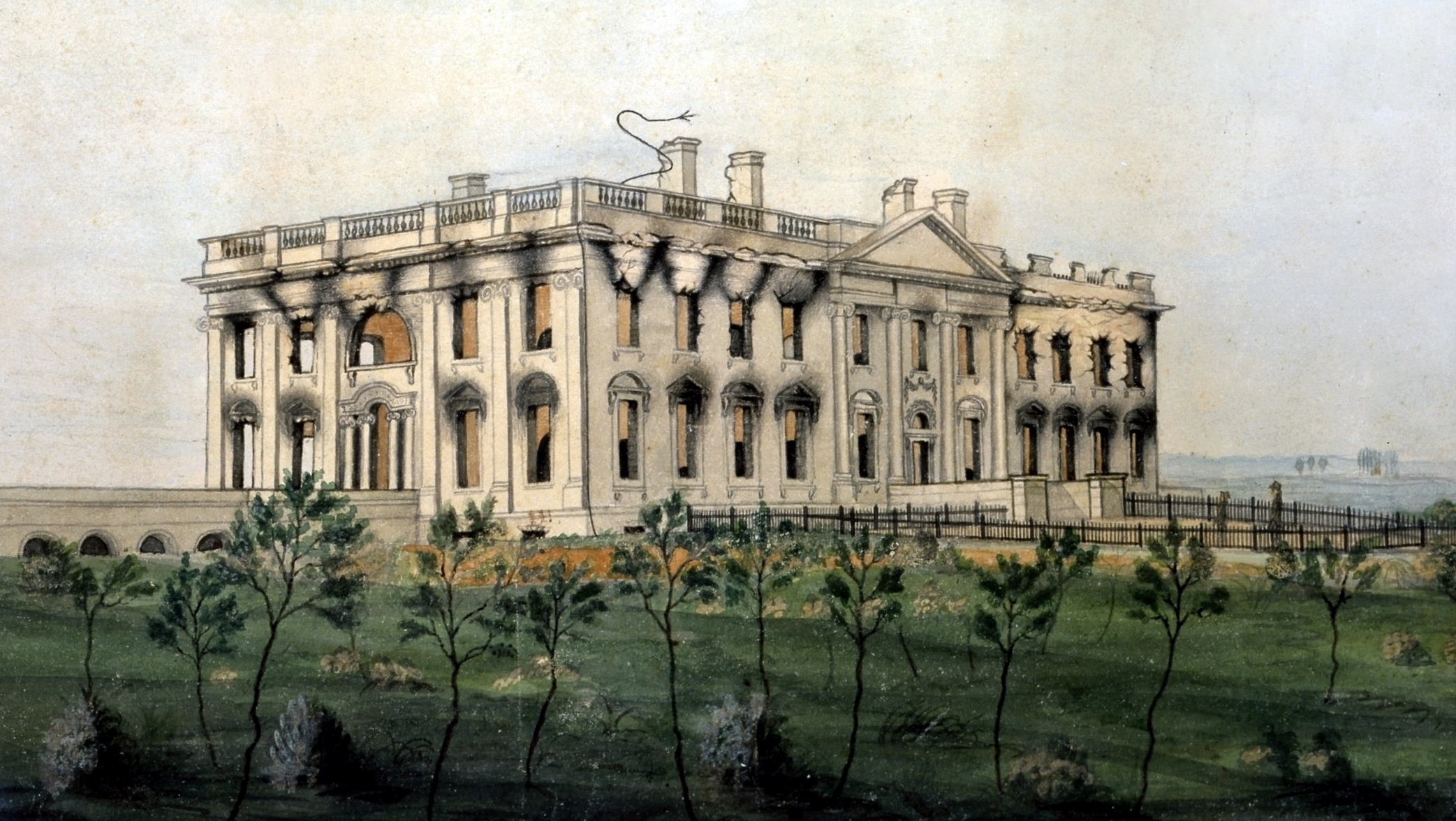
La Casa Blanca ruinas después de la conflagración del 24 de agosto de 1814. Acuarela de George Munger, expuesta en la Casa Blanca.

Después de quemar el Capitolio, los británicos giraron hacia el noroeste por Pennsylvania Avenue hacia la Casa Blanca. Después de que los funcionarios del gobierno de Estados Unidos y el presidente Madison huyeron de la ciudad, la primera dama Dolley Madison recibió una carta de su esposo, instándola a estar preparada para salir de Washington en cualquier momento. Dolley organizó a los esclavos y otros miembros del personal para salvar los objetos de valor de los británicos.

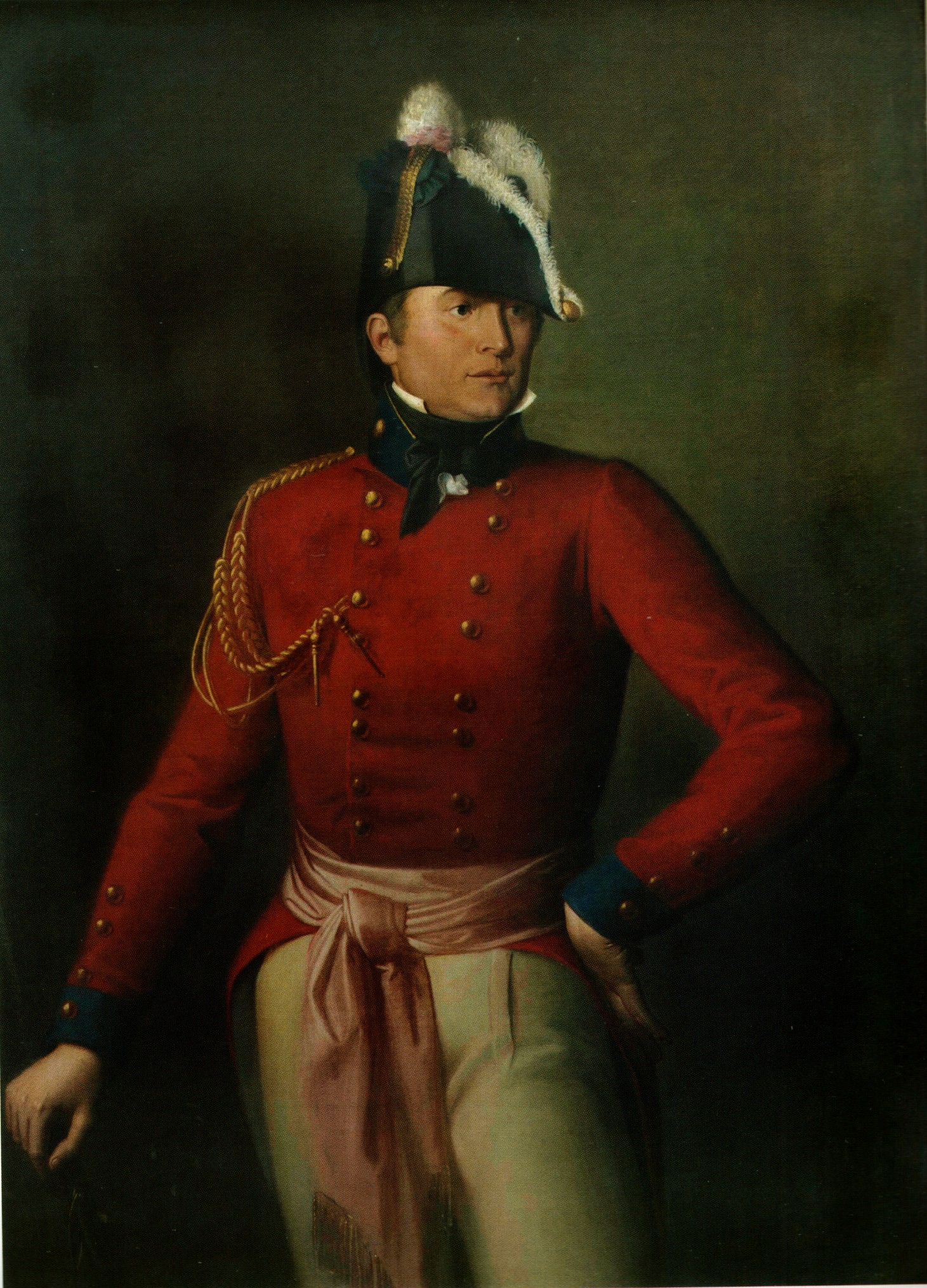
Robert Ross (militar), comandante británico que dirigió el ataque a Washington

El asistente esclavizado personal de James Madison, el chico de quince años Paul Jennings, fue un testigo ocular. Después de comprar más tarde su libertad a la viuda Dolley Madison, Jennings publicó sus memorias en 1865, consideradas las primeras de la Casa Blanca: General de división Robert Ross, comandante británico que dirigió el ataque a Washington
A menudo se ha dicho en forma impresa que cuando la Sra. Madison escapó de la Casa Blanca, recortó del marco el gran retrato de Washington (ahora en uno de los salones de allí) y se lo llevó. No tuvo tiempo para hacerlo. Habría necesitado una escalera para bajarlo. Todo lo que se llevó fue la plata en su bolso, ya que se pensaba que los británicos estaban a unos pocos cuadrados de distancia, y se los esperaba en cualquier momento.
Jennings dijo que las personas que salvaron la pintura y quitaron los objetos en realidad fueron:
John Susé (Jean Pierre Sioussat, el portero francés, y aún vivo en el momento de las memorias de Jennings) y Magraw [McGraw], el jardinero del presidente, lo bajaron y lo enviaron en un carro, con algunas grandes urnas de plata y todos los demás objetos de valor que pudiera hacerse a toda prisa. Cuando llegaron los británicos, se comieron la cena y bebieron los vinos, etc., que había preparado para la fiesta del presidente.
Los soldados quemaron la casa del presidente y se añadió combustible a los incendios esa noche para garantizar que continuaran ardiendo hasta el día siguiente. 
En 2009, el presidente Barack Obama celebró una ceremonia en la Casa Blanca para honrar a Jennings como representante de sus contribuciones para salvar la pintura de Gilbert Stuart y otros objetos de valor. (La pintura que se guardó fue una copia que Stuart hizo de la pintura, no el original, aunque es la misma que se exhibe en el East Room). "Una docena de descendientes de Jennings llegaron a Washington para visitar la Casa Blanca. miró la pintura que su pariente ayudó a salvar ". En una entrevista con National Public Radio, el tataranieto de Jennings, Hugh Alexander, dijo: "Pudimos tomar un retrato familiar frente a la pintura, que fue para mí uno de los puntos culminantes". Confirmó que Jennings más tarde compró su libertad de la viuda Dolley Madison.